# Эван Стоун
Эван Стоун (англ. Evan Stone, настоящее имя — Томас Райан, англ. Thomas Ryan; родился 18 июля 1964 года, Техас, США) — американский порноактёр и режиссёр.

## Биография
Эван Стоун вырос в Далласе, штат Техас, его приёмный отец был пожарным.
Прежде чем начать свою карьеру в порноиндустрии, Эван Стоун перепробовал много занятий: он работал на скотобойне, водителем погрузчика в компании Pepsi-Cola, дежурным бензоколонки и автомехаником, телефонным коллектором, стриптизёром.
В 2002 году он появился в эпизоде «Возвращение братства кольца в две башни» американского мультсериала South Park.
В 2011 году он был признан CNBC одной из 12 самых популярных звёзд в порно, будучи единственным мужчиной в списке.
За свою карьеру Эван Стоун снялся в более чем 1600 фильмах.
С 2002 по 2004 год был женат на американской порноактрисе Джессике Дрейк.

## Премии и номинации
- 2001 AVN Award — Best Actor (Film) — Adrenaline
- 2004 AVN Award — Best Actor (Videos) — Space Nuts
- 2006 AVN Award — Best Actor (Video) — Pirates[7]
- 2007 AVN Award — Best Actor (Video) — Sex Pix[8]
- 2008 AVN Award — Male Performer of the Year[9]
- 2008 AVN Award — Best Group Sex Scene, Film — Debbie Does Dallas… Again[10]
- 2008 F.A.M.E. Award — Favorite Male Star[11]
- 2008 Night Moves Adult Entertainment Award — Best Male Performer, Editors' Choice[12]
- 2008 XRCO Award — Male Performer Of The Year[13]
- 2008 XBIZ Award: Male Performer of the Year[14]
- 2009 AVN Award — Best Actor — Pirates II[15]
- 2009 F.A.M.E. Award — Favorite Male Star[16]
- 2009 XRCO Award — Single Performance, Actor — Pirates II[17]
- 2009 Hot d'Or — Best American Actor — Pirates II[18]
- 2010 XBIZ Award — Acting Performance of the Year, Male — This Ain’t Star Trek[19]
- 2010 XRCO Award — Male Performer Of The Year[20]
- 2010 XRCO Hall of Fame inductee[20]
- 2010 F.A.M.E. Award — Favorite Male Star[21]
- 2011 AVN Hall of Fame inductee[22]
- 2011 AVN Award — Best Supporting Actor — Batman XXX: A Porn Parody[23]
- 2011 AVN Award — Male Performer of the Year[23]
- 2015 — Зал Славы Legends of Erotica[24]